# Tachism
Tachism (från franskans tache, "fläck") var en stil inom informell konst under sent 1940-tal och 1950-talet. Den växte fram i Paris, ungefär samtidigt som den amerikanska motsvarigheten action painting inom den abstrakta expressionismen.
Tachismen kännetecknas av spontan penselföring, duttar och färgklickar direkt från tuben, emellanåt klotter som påminner om kalligrafi.
Inte så sällan blandas den ihop med, eller ses som synonym till, den närliggande, samtida lyriska abstraktionen (abstraction lyrique), som också ingår i gruppen informell konst men egentligen betecknar en stil med annat uttryck och temperament. Dessa ska dock mer ses som beskrivande stilbeteckningar än formella riktningar eller skolor, och hos vissa konstnärer ses båda dessa stilar. 

## Konstnärer (urval)

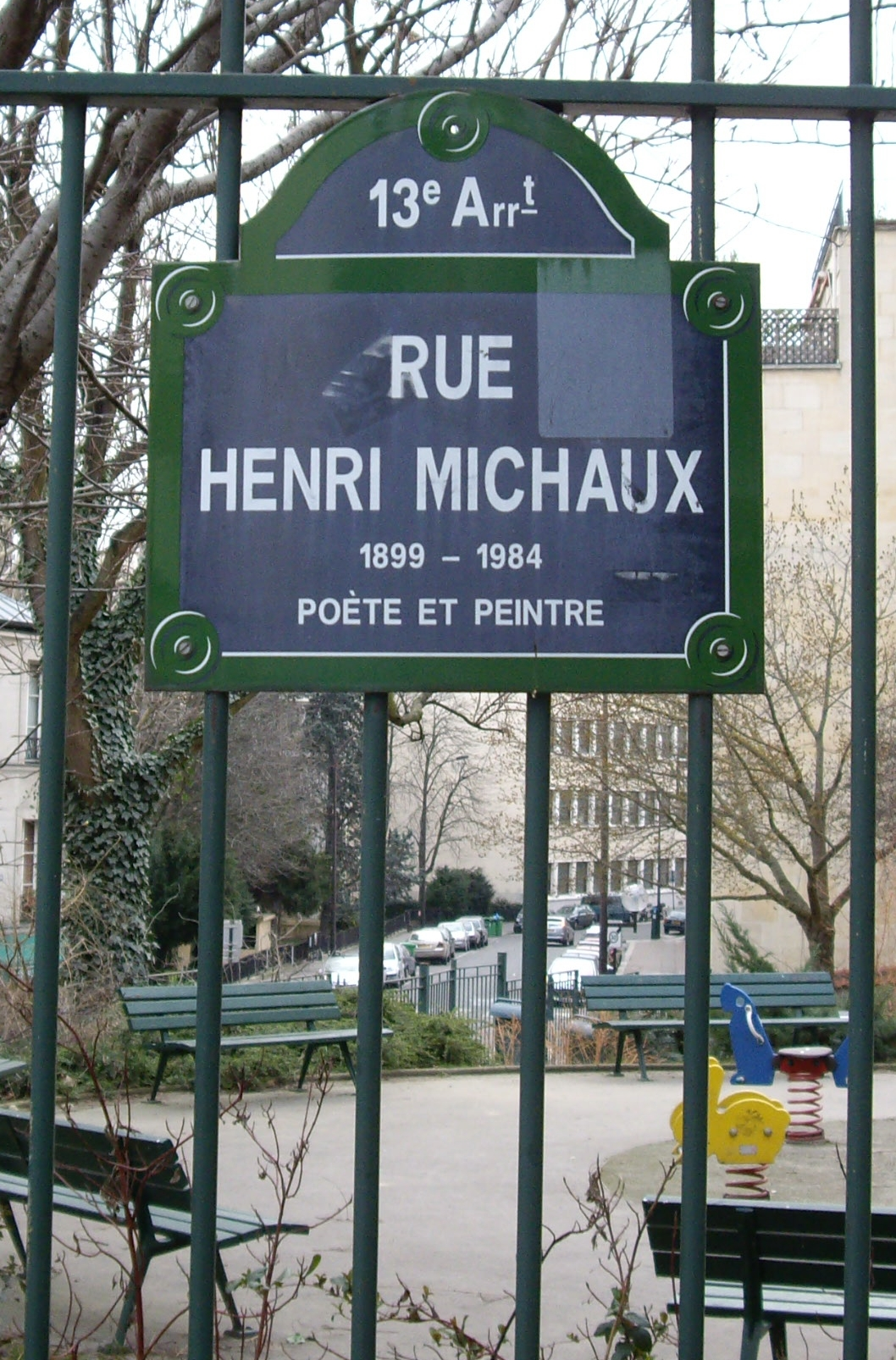
Rue Henri Michaux i Paris.

| - Pierre Alechinsky (född 1927) - Karel Appel (1921-2006) - Jean Dubuffet (1901–1985) - Jean Fautrier (1898–1964) - Lucio Fontana (1899–1968) | - Asger Jorn (1914-1973) - Georges Mathieu (1921–2012) - Henri Michaux (1899–1984) - Maria Helena Vieira da Silva (1908–1992) - Nicolas de Staël (1914–1955) - Wols (1913–1951) |